# 馬來亞長鬚𱆥
馬來亞長鬚鿕（学名：Esomus malayensis）为輻鰭魚綱鯉形目鲤科長鬚鿕屬的其中一種，分布於亞洲馬來西亞及越南，棲息在中底層水域，可做為觀賞魚。

## 扩展阅读
維基物種上的相關：馬來亞長鬚鿕